# 榛村純一
榛村 純一（しんむら じゅんいち、1934年（昭和9年）7月12日 - 2018年（平成30年）3月7日）は、日本の政治家。旧掛川市長（第8〜14代）、社団法人大日本報徳社社長を歴任した。

## 概要
早稲田大学卒業後、家業である林業と製材業の経営に携わり、掛川市森林組合の組合長や静岡県森林組合連合会の会長といった林業団体の役職を歴任した。静岡県監査委員などを経て、1977年に旧掛川市長選挙に立候補し、当選を果たした。以来、連続7期にわたって旧掛川市長を務めた。在任中は生涯学習の推進を提唱し、全国生涯学習市町村協議会や全国地域づくり推進協議会にて会長を務めた。また、東海道新幹線掛川駅や東名高速道路掛川インターチェンジの設置や、掛川城の復元などを推進した。駅設置や天守閣復元には多額の予算が必要になると想定されたが、市民や企業に広く寄附を呼びかけ、莫大な募金を集めて成功させた手法が注目を集めた。旧掛川市と小笠郡大東町、大須賀町との新設合併を推進し、新掛川市の誕生に道筋をつけた。市長退任後も、大日本報徳社の社長や、日本茶業中央会の会長などを務めている。早稲田大学、帝京平成大学、静岡大学、東京学芸大学においては、それぞれ客員教授として教鞭を執った。

## 来歴

### 生い立ち
静岡県小笠郡桜木村（のちの静岡県掛川市）出身。
桜木村立桜木北小学校、桜木村立桜木中学校、静岡県立掛川西高等学校を経て、早稲田大学文学部卒業。

### 林業
大学卒業後は家業の林業に従事し、1963年には掛川市森林組合の第2代組合長に就任した。その後、1968年から1977年にかけて静岡県森林組合連合会の専務も兼任した。

### 政界
生涯学習都市とスローライフを掲げ、1977年（昭和52年）から2005年（平成17年）まで7期28年にわたって掛川市長を務めた。合併による新掛川市長選に8選を目指し出馬したが、多選批判などを掲げる元衆議院議員の戸塚進也に敗れた。

### 引退後
市長退任後も掛川市森林組合会長、大日本報徳社社長を務めている。2006年秋、旭日中綬章を受章。
2018年3月7日、大動脈解離のため死去、83歳没。死没日をもって従四位に叙される。

## 政策
市長就任前の森林組合長時代の地域づくりの経験から、中央集権の向都離村を前提とした学校教育へのアンチテーゼとして、随所主権の選択定住とそのための生涯学習の必要性を説き、昭和54年（1979年）、全国で初めてとなる「掛川市生涯学習都市宣言」を行った。
地域学のすすめ（自らが住むまちの自然、地理、歴史、文化等を学び、そこで生まれ育ち生きてきた自らを肯定的に捉えることで、将来と次世代につなげていこうとする選択定住運動の一方策）を説いた。「ないものねだり」でなく「あるもの活かし」（地域資源の活用）によって、地域社会に生きる人が、自らの人生と地域の活性化を一体として考えようとする考え方である。
その第一弾として、荒廃著しかった掛川城公園を整備に着手。現存していた掛川城二の丸御殿を「全国でも（京都城、川越城など）数か所しかない貴重な歴史資源」と市民に説いて修復し、国の重要文化財の指定を受けた。これが「地域の歴史を大切に」という掛川市のまちづくりの嚆矢となって現在に至る。その後、東海道53次の日本橋から数えて26番目の宿として、また東京・名古屋・京都・大阪の真ん中にある地理を活かそうと、東海道新幹線掛川駅の設置や東名高速道路掛川インターチェンジの設置、掛川城の復元などの大規模プロジェクトに奔走。「かけがえのない地域資源を活かすために、市民一人ひとりの知恵と汗と力と浄財を」という寄進運動で、新幹線掛川駅の設置では29億5千万円もの市民企業募金を集め成功させた。
こうした一連の大プロジェクトにより、県下有数の工業都市に育て、かつては財政再建団体に陥ったこともある市の財政基盤を強化し、市民に対しては、まちづくりの成功体験を重ねることによって、「掛川は静岡県の谷間」「掛川はクズの郷（全国唯一の葛布の産地である掛川（葛の郷）を自ら貶めた言葉）」と卑下していた市民に自信を持たせ、「おらがまちはいいまち」「まちづくりは市民自らの手で」という気運を醸成するなど、その行政手腕を評価する声は高い。
1994年、細川内閣のもとで施行されたパイロット自治体制度では、「法改正を伴わない範囲での地方分権」という制約の中、"農地法にもとづく許可権限の拡大"、"国民年金事務の合理化"、"パスポートの市町村窓口での申請受理と手交"等を訴えた。これらのほとんどは、国によって却下されたが、例えばパスポートについては、2006年以降は全国の市町村で実施することができるようになるなど、法改正を含めた改革につながったものもあった。その後、社団法人行革国民会議では構造改革特区推進会議の代表に就任。地方分権の旗手と自らを鼓舞し、地方分権を訴える運動にも力を注いだ。
市長7期目には、旧掛川市、小笠郡大東町、大須賀町の合併を推進し、2005年に新掛川市を誕生させた。
これらの業績を評価され、新掛川市からも名誉市民の称号を贈られている。

## 人物
家業は林業。林業振興への功労により藍綬褒章を受章している。
自らを「稀代のメモ魔」と称するほど、好奇心旺盛にさまざまな事象を学び書き留める。若い頃は文学者を志したこともあり、市長時代にも多数の書を著した。旺盛な知識欲と熟考による本質的な議論を好む。また事業の実施などでは「現場百回」として何度でも自ら足を運び、細部にまで注意を払いこだわるのを常とする。ただ、会議の席上などでも沈思熟考することが多く、その姿が「居眠りをしているのでは」と誤解され、批判されることもあった。

## 家族
祖父の榛村長五郎は桜木村村長。父である榛村専一は愛知大学教授を経て旧掛川市市長。伯父の池田宏は東京市助役、京都府知事、神奈川県知事。もう一人の伯父の向坂逸郎は九州帝国大学教授の経済学者。長男の榛村航一は掛川市議会議員を経て掛川市森林組合組合長。

## 略歴
- 1934年 - 静岡県小笠郡桜木村にて誕生。
- 1960年 - 早稲田大学文学部卒業。
- 1963年 - 掛川市森林組合組合長。
- 1968年 - 静岡県森林組合連合会専務（〜1977年）。
- 1977年 - 掛川市市長（〜2005年）。
- 1979年 - 生涯学習都市宣言採択。
- 1996年 - 静岡県森林組合連合会会長。
- 2002年 - スローライフ宣言採択。
- 2004年 - 歩行文化・スローライフ・報徳文化都市宣言採択。
- 2005年 - 掛川市（旧掛川市と旧大須賀町と旧大東町の合併直後）市長選挙落選。

## 賞歴
- 2014年 - O-CHAパイオニア賞O-CHA特別賞。

## 栄典
- 1998年 - 藍綬褒章。
- 2005年 - 掛川市名誉市民。
- 2006年 - 旭日中綬章。
- 2018年 - 従四位